# Mussol Gris (pel·lícula)
Mussol gris (títol original:Grey Owl) és una pel·lícula canadenco-britànica dirigida per Richard Attenborough, estrenada el 1999. Ha estat doblada al català.

## Argument
Archie « Grey Owl » és un tramper mig apatxe mig escocès del Canadà que escriu a revistes durant els anys 1930. Una jove iroquesa, Pony, li demanda ensenyar-li la manera com vivien els seus avantpassats.
La sensibilitat de Pony respecte als animals fa prendre consciència a Archie de la fragilitat de la naturalesa i del perill que representa l'extinció dels castors per a l'equilibri ecològic. Abandona doncs la caça, escriu una autobiografia, treballa com a guia, després com a guardià de la reserva del llac Ajawaan, al parc nacional de Príncep Albert.
La seva autobiografia aconsegueix un gran èxit, i marxa a fer una gira de conferències a Anglaterra després d'haver-se casat amb Pony. Entre dues conferències, va a saludar la seva família: ell s'adona que és anglès i que ha seguit el seu somni d'infantesa anant a viure amb les amerindis, fins al punt de fer-se passar per un d'ells.
Quan torna al Canadà, retroba Pony i li revela el seu passat. Després és acceptat pels amerindis com « el que segueix el seu somni » en el transcurs d'un pow wow.
El seu secret és descobert per un periodista. Archie el convida a la seva última conferència en el transcurs de la qual es treu la seva disfressa de amerindi i lluita per a la conservació de la naturalesa. A continuació, es retira a la seva cabana i mor dos anys més tard. El periodista guarda per a ell l'autèntica identitat de Archie « Grey Owl » i no la revela fins després de la seva mort.

## Repartiment
- Pierce Brosnan: Archie «Grey Owl»
- Stewart Bick: Cyrus Finney
- Vlasta Vrana: Harry Champlin
- Annie Galipeau: Anahareo «Pony» Bernard
- Neil Kroetsch: primer caçador
- Serge Houde: segon caçador
- Peter Colvey: hoste de l'hotel
- Nathaniel Arcand: Ned White Bear
- Jacques Lussier: gerent de l'hotel
- Lee-Roy Jacobs: Grum de l'hotel
- Jimmy Herman: Cap Pete Misebi
- John Dunn-Hill: Sim Hancock
- Graham Greene: Jim Bernard
- Gordon Masten: Gus Mitchell
- Chip Chuipka: Primer traper
- John Walsh: Segon raper
- David Fox: Jim Wood
- Annabelle Torsein: Hiker
- Marcel Jeannin: Hiker
- Kent McQuaid: Hiker
- Matthew Sharp: Hiker Hawkins
- Charles Edwin Powell: Walter Perry
- Seann Gallagher: Bill Oliver
- James Bradford: Tom Walker
- Noël Burton: Southampton Reporter
- Renée Asherson: Carrie Belaney
- Stephanie Cole: Ada Belaney

## Al voltant de la pel·lícula

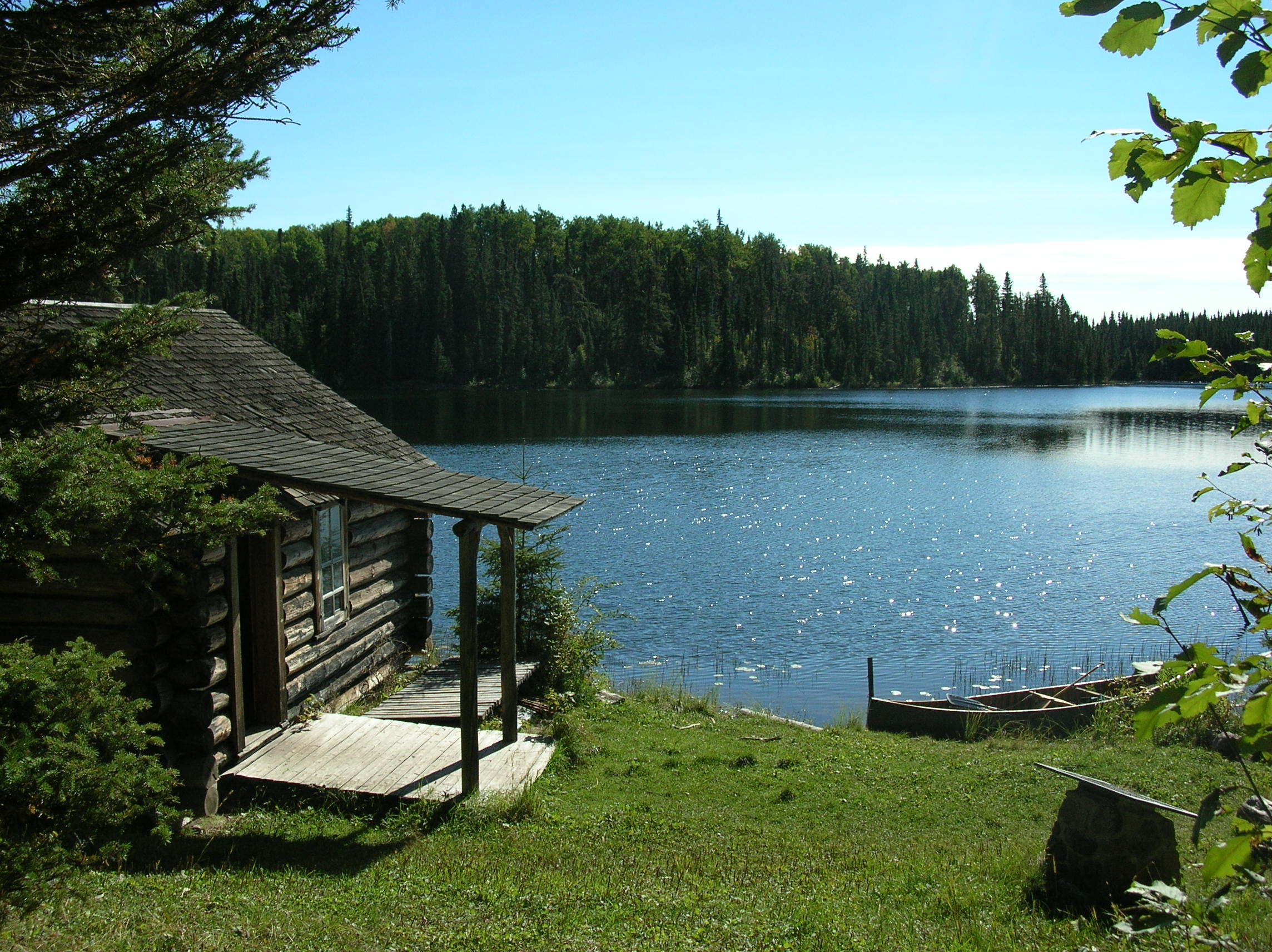
Cabana d'Archie « Grey Owl », al llac Ajawaan.

El film ha estat rodat l'any 1998, mentre Pierce Brosnan tenia contracte amb EON Productions per al rodatge dels James Bond. El rodatge de Mussol gris ha tingut lloc entre els de El demà no mor mai i Amb el món no n'hi ha prou.
Llocs de rodatge :
- Club Mastigouche :Mandeville, Qc
- Chelsea, Quebec (escena de poble a Elk River)
- Wakefield, Quebec
- Waskesiu, parc nacional de Príncep Albert, Saskatchewan, Canadà
- Hastings, East Sussex, Anglaterra

## Premis i nominacions
El film ha rebut el premi Enginy al millor vestuari (Best Achievement in Costume Design) l'any 2000.

## Personalitat qui ha inspirat el film
El film es basa en un fet real. L'autèntic Grey Owl era Archibald Belaney. Es pot visitar la cabana on va viure al Parc nacional de Príncep-Albert a Saskatchewan. Grey Owl va contribuir de manera important al Servei dels parcs nacionals del Canadà fent la promoció de les pràctiques de conservació. Va adquirir fama internacional gràcies als seus films, els seus escrits i les seves conferències sobre les espècies salvatges. Els animals formaven part literalment de la cabana, que era també anomenada cabana dels castors.

## Temes recurrents al film
Grey Owl (1999) és un film que presenta la història d'Archibald Belaney. Aquesta obra cinematogràfica aborda diversos temes en relació amb la realitat de vida dels indigenes, com la protecció del castor, els matrimonis mixtos i l'espiritualitat, però amb algunes diferències.

### La protecció del castor

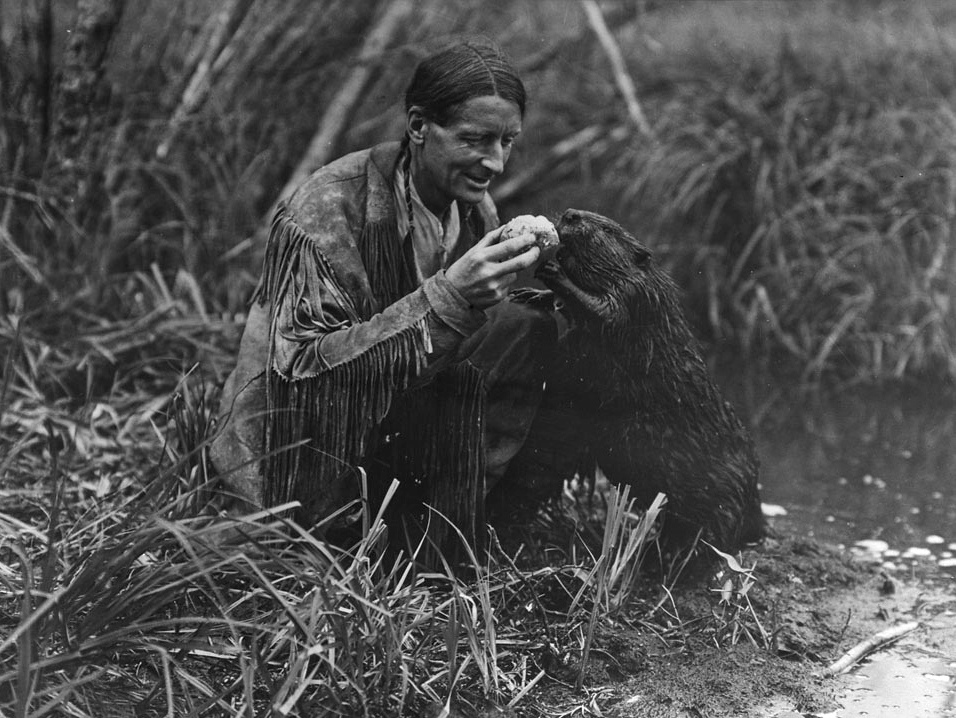
Archibald Belaney ajuda a alimentar un castor.

La importància de la naturalesa és un tema important al film Grey Owl, però el que afavoreix més és l'important lloc dels animals, sobretot del castor. Una mica com al film, el personatge principal defensa el castor i l seva importància a la naturalesa. Aquest animal és el més gran rosegador d'Amèrica del Nord i ha estat molt caçat per a la seva pell de qualitat. Aquesta activitat, fins al 1820, va ser el primer mercat al Canadà i va permetre la colonització. Igualment cap a 1820 el tractament de les pells coneix un ocàs progressiu. El castor, més d'un segle d'explotació, ha estat gairebé una raça en vies d'extinció amb l'arribada dels europeus, perquè la demanda per a la pell havia augmentat. Cap a la meitat del film, el personatge de Archie Grey Owl diu: « Els castors tenen el sentit de la família, com ens, finalment alguns. (…) La raça és gairebé extingida, hi ha massa trapers i pocs castors. Quan el castor ha marxat del Nord, el Nord s'ha convertit en el que és avui. Han fet els seus embassaments en boscos per formar les reserves on els alces van a alimentar-se, els rats moscats i les preses d'aigua. A la primavera, obren el seu embassament per deixar l'aigua fluir. Elimineu el castor i trenqueu la cadena. ». El castor és l'animal que simbolitza l'assiduïtat al treball, el film mostra, en paral·lel, l'esforç i la determinació que fan els indigenes per preservar la seva cultura. El film proposa una visió positiva del castor i posa en valor la seva protecció.

### L'espiritualitat
Els indigenes concedeixen una gran importància als seus costums, rituals o els seus mites. Fan danses i rituals per animals amb la finalitat de respectar l'herència simbòlica dels avantpassats i igualment per agrair la terra d'oferir-los coses per viure. Per això, la col·lectivitat té un sentiment d'acostament entre ells i fa que els seus costums siguin més respectats i comprensos per la comunitat. A Mussol gris, els indigenes utilitzen l'atrapa-somnis, fan danses simbòliques, rituals quan un animal és mort, etc. Disposen l'atrapa-somnis prop del lloc on viuen al bosc i els enganxen sobretot als bebés i als nous casats. Segons les tradicions indigenes, els mals somnis s'enganxen a la tela i els bons somnis hi passen a través. Es tracta d'una manera, per a ells, de tenir l'ànima tranquil·la quan van a dormir. Archie Grey Owl efectua igualment un ritual quan mata un cabirol, el film proposa aquesta acció per alliberar l'animal de la seva mort i perquè descansi en pau. És igualment un agraiment cap als éssers superiors per haver permès alimentar-se.

### El matrimoni mixt
Entre 1813 i 1830, el matrimoni entre un francès i una salvatge comença a ser un problema, perquè els estrangers que volien un matrimoni amb ells no poden establir-se a Kahnawake, després de la Proclamació reial de 1763 i la Llei sobre els Indis de 1876. Aquesta llei defensa als no-indigenes interracials de viure en territori amerindi, cosa que complica els matrimonis. El film presenta una versió diferent, ja que aquest Archie Grey Owl es casa fàcilment amb Pony. La història del film se situa als anys 1930, a una època on el mode de vida tradicional dels indigenes es sacsejat pels canvis industrials al Quebec. Al film, quan un home havia d'abandonar el seu lloc al bosc per un llarg viatje, havia de casar-se amb la dona amb que sortia per no trencar mai el seu enllaç. Havien de casar-se, perquè tenen com percepció que si no ho feien, el temps s'escolarà massa ràpidament i seran al costat d'alguna cosa important. L'obra cinematogràfica presenta doncs el matrimoni d'una salvatge amb un estranger, però a l'interior de la seva tribu, cosa que és més simple per a ells.
Mussol gris és una obra qui s'inspira lliurement de la realitat indigena, però no presentada fidèlment. El film mostra l'acostament al castor, a l'espiritualitat i la importància del matrimoni.
Una altra obra cinematogràfica que pot il·lustrar aquesta realitat és el llargmetratge documental de Richard Desjardins, El poble invisible. Mostra la manera com els indigenes viuen la seva vida en relació amb els canvis al Quebec.